# Chrosioderma soalala
Chrosioderma soalala là một loài nhện trong họ Sparassidae.
Loài này thuộc chi Chrosioderma. Chrosioderma soalala được miêu tả năm 2005 bởi Silva.